# Saint-Omer-en-Chaussée
Saint-Omer-en-Chaussée is een gemeente in het Franse departement Oise (regio Hauts-de-France). De plaats maakt deel uit van het arrondissement Beauvais. Saint-Omer-en-Chaussée telde op 1 januari 2022 1.205 inwoners.

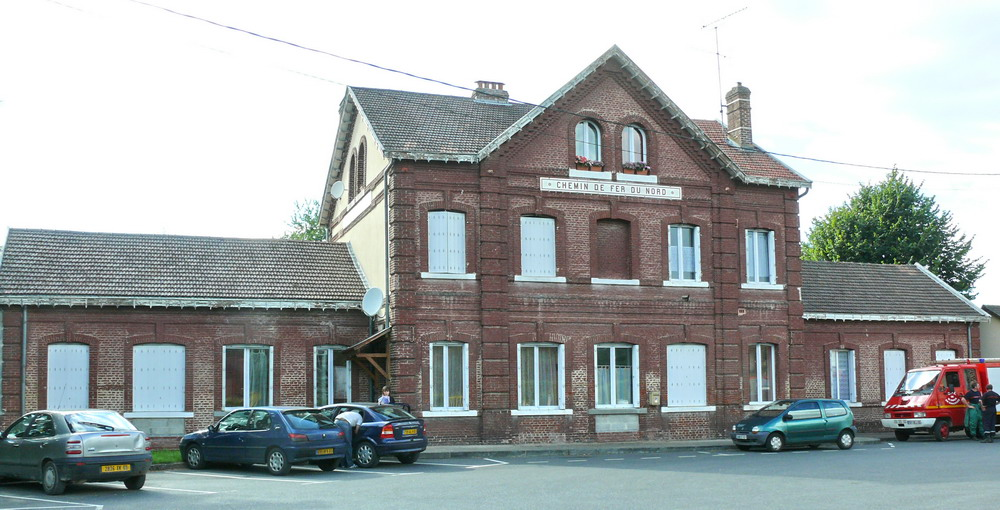
Station van Saint-Omer-en-Chaussée
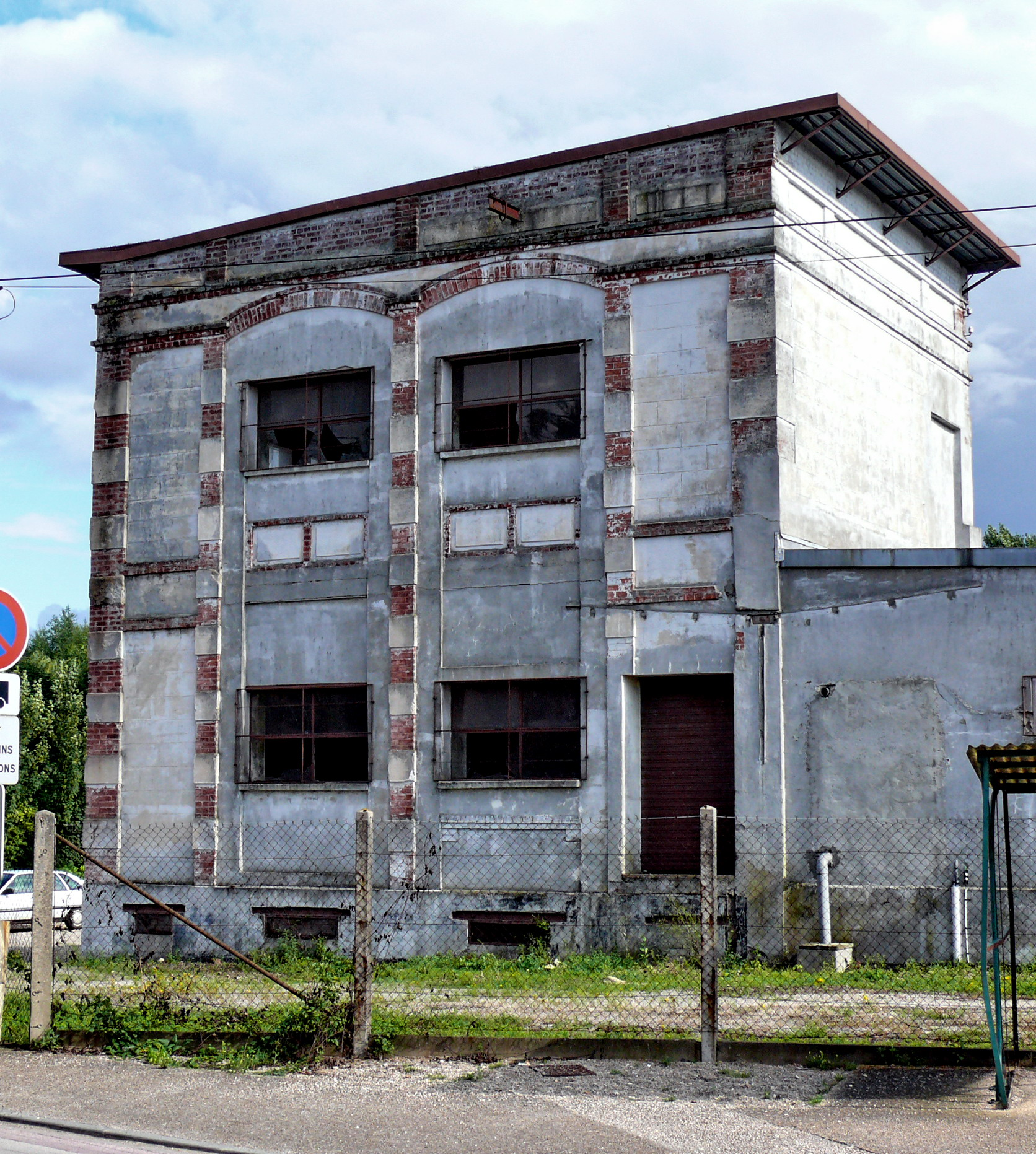
Voormalige melkfabriek

## Geografie
De oppervlakte van Saint-Omer-en-Chaussée bedroeg op 1 januari 2022 10,33 vierkante kilometer; de bevolkingsdichtheid was toen 116,7 inwoners per km².

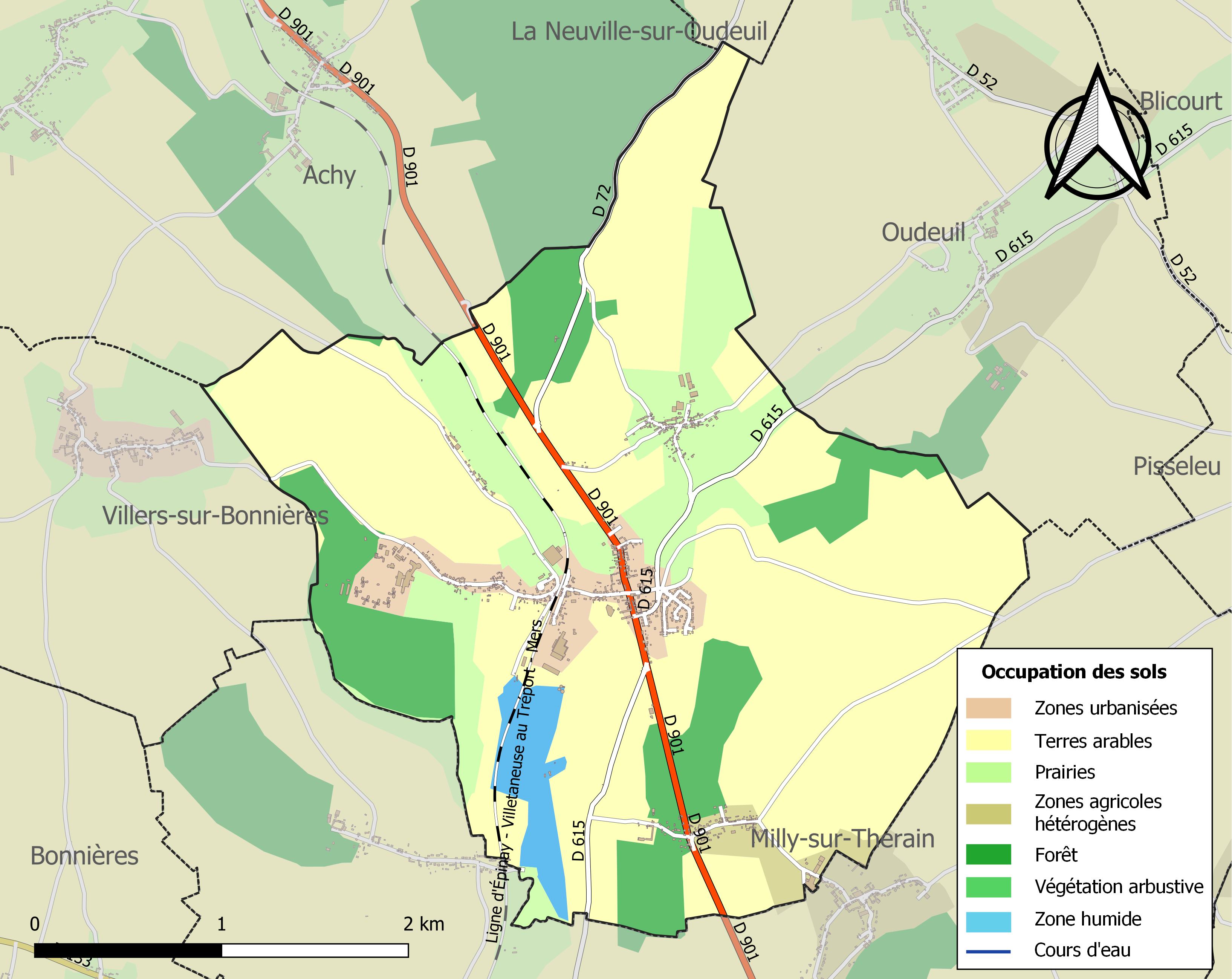
Kaart van de gemeente met belangrijkste infrastructuur, bodemgebruik en omliggende gemeenten

## Verkeer en vervoer
In de gemeente ligt spoorwegstation Saint-Omer-en-Chaussée.

## Demografie
Onderstaande figuur toont het verloop van het inwonertal (bron: INSEE-tellingen).